# Henri Clausse de Fleury
Henri Clausse de Fleury (mort le 13 décembre 1640) est un ecclésiastique, qui fut coadjuteur en 1608 puis évêque de Châlons de 1624 à 1640.

## Biographie
Henri Clausse est le 2e fils de Henri Clausse, seigneur de Fleury-en-Bière et de La Chapelle-la-Reine et de Denise de Neufville, fille de Nicolas III de Neufville de Villeroy. Il est le neveu de Nicolas Clausse de Marchaumont et de son frère et successeur Côme évêques successifs de Châlons entre 1571 et 1624.
Le 28 avril 1608 il est désigné comme coadjuteur de son oncle Côme Clausse de Marchaumont et le même jour il est nommé évêque titulaire d'Auzia en Mauritanie Césarienne et consacré comme tel le 16 août 1615 par Henri de Gondi, l'archevêque de Paris. Il succède à son oncle en 1624. 
Comme l'archevêque de Reims Henri II de Guise n'avait jamais été ordonné prêtre, Henri Clausse comme évêque suffragant est chargé d'administrer l'archidiocèse de Reims pendant plusieurs années.
En 1629, Henri de Lorraine, futur duc de Guise, alors dans sa quinzième année, prend le titre d'archevêque de Reims mais n'ayant encore reçu aucun ordre, à cause de son bas âge, le pape Urbain VIII nomme comme administrateur de l'archevêché, Henri Clausse, évêque comte de Châlons, qui en a désormais la charge. Plus tard Henri obtint un bref de Rome portant dispense avec pouvoir d'ordonner du spirituel et temporel et le fait aussitôt signifier à l'évêque, qui administre en son nom, le remerciant de ses peines lui faisant cadeau d'un carrosse attelé de quatre chevaux blancs, qui le conduit dans sa maison de Sarry ; et ainsi jouissant de ses droits.